# Список наград и номинаций телесериала «Звёздный путь: Оригинальный сериал»
Ниже приводится список наград и номинаций, полученных американским научно-фантастическим телесериалом «Звёздный путь: Оригинальный сериал» (1966–69).
Леонард Нимой был трижды номинирован на премию «Эмми» за лучшую мужскую роль второго плана в драматическом телесериале за роль Спока и в настоящее время является единственным актёром «Звёздного пути», номинированным на премию «Эмми» в актёрских категориях.

## Эмми
| Год  | Категория                                                     | Номинант(ы)                                                                                 | Эпизод               | Результат |
| ---- | ------------------------------------------------------------- | ------------------------------------------------------------------------------------------- | -------------------- | --------- |
| 1967 | Лучшие механические спецэффекты                               | Джеймс Рагг                                                                                 | -                    | Номинация |
| 1967 | Лучшие фотографические спецэффекты                            | Линвуд Г. Данн, Джозеф Вестхаймер, Даррел А. Андерсон                                       | -                    | Номинация |
| 1967 | Лучший звук                                                   | Даг Гриндстафф                                                                              | -                    | Номинация |
| 1967 | Лучший драматический сериал                                   | Джин Родденберри, Джин Л. Кун                                                               | -                    | Номинация |
| 1967 | Лучшая мужская роль второго плана в драматическом телесериале | Леонард Нимой                                                                               | -                    | Номинация |
| 1968 | Лучший монтаж                                                 | Дональд Р. Род                                                                              | «Машина Судного дня» | Номинация |
| 1968 | Лучший драматический сериал                                   | Джин Родденберри                                                                            | -                    | Номинация |
| 1968 | Лучшая мужская роль второго плана в драматическом телесериале | Леонард Нимой                                                                               | -                    | Номинация |
| 1968 | За индивидуальные достижения                                  | Westheimer Company                                                                          | «Метаморфоза»        | Номинация |
| 1969 | Лучшие декорации и сценография                                | Джон М. Двайер, Уолтер М. Джеффрис                                                          | «Всё наши вчера»     | Номинация |
| 1969 | Лучший монтаж                                                 | Дональд Р. Род                                                                              | «Цель: Земля»        | Номинация |
| 1969 | Лучшая мужская роль второго плана в драматическом телесериале | Леонард Нимой                                                                               | -                    | Номинация |
| 1969 | Лучшие фотографические спецэффекты                            | Howard A. Anderson Company, Westheimer Company, Van der Veer Photo Effects, Cinema Research | «Паутина толиан»     | Номинация |

## Хьюго
| Год  | Категория         | Номинант(ы)                     | Эпизод                   | Результат |
| ---- | ----------------- | ------------------------------- | ------------------------ | --------- |
| 1967 | Лучшая постановка | Марк Дэниелс и Джин Родденберри | «Зверинец»               | Победа    |
| 1967 | Лучшая постановка | Джозеф Сарджент и Джерри Сол    | «Корбомитный манёвр»     | Номинация |
| 1967 | Лучшая постановка | Марк Дэниелс и Джон Д. Ф. Блэк  | «Время обнажиться»       | Номинация |
| 1968 | Лучшая постановка | Джозеф Певни и Харлан Эллисон   | «Город на краю вечности» | Победа    |
| 1968 | Лучшая постановка | Джозеф Певни и Теодор Старджон  | «Время ярости»           | Номинация |
| 1968 | Лучшая постановка | Марк Дэниелс и Норман Спинрад   | «Машина Судного дня»     | Номинация |
| 1968 | Лучшая постановка | Марк Дэниелс и Джером Биксби    | «Зеркало, зеркало»       | Номинация |
| 1968 | Лучшая постановка | Джозеф Певни и Дэвид Герролд    | «Проблема с трибблами»   | Номинация |

## Сатурн
| Год  | Категория                                    | Номинант(ы)                        | Результат |
| ---- | -------------------------------------------- | ---------------------------------- | --------- |
| 2005 | Лучшее DVD-издание классического телесериала | Звёздный путь: Оригинальный сериал | Победа    |

## TV Land Awards
| Год  | Категория                                              | Номинант(ы)                        | Эпизод | Результат |
| ---- | ------------------------------------------------------ | ---------------------------------- | ------ | --------- |
| 2003 | Премия поп-культуры                                    | Звёздный путь: Оригинальный сериал | -      | Победа    |
| 2006 | Самый памятный поцелуй                                 | Уильям Шетнер, Нишель Николс       | -      | Номинация |
| 2007 | Телевизионный момент, который стал заголовком новостей | Уильям Шетнер, Нишель Николс       | -      | Номинация |
| 2008 | Величайшие гаджеты                                     | Звёздный путь: Оригинальный сериал | -      | Номинация |

## Премия Ассоциации телевизионных критиков
| Год  | Категория       | Номинант(ы)                        | Результат |
| ---- | --------------- | ---------------------------------- | --------- |
| 2009 | Премия Наследия | Звёздный путь: Оригинальный сериал | Номинация |

## Гильдия сценаристов США
| Год  | Категория                         | Номинант(ы)                                         | Эпизод                   | Результат |
| ---- | --------------------------------- | --------------------------------------------------- | ------------------------ | --------- |
| 1968 | Эпизод драматического телесериала | Харлан Эллисон                                      | «Город на краю вечности» | Победа    |
| 1968 | Эпизод драматического телесериала | Борис Собелман (сценарий), Джин Родденберри (сюжет) | «Возвращение архонтов»   | Номинация |
| 1969 | Эпизод драматического телесериала | Джон Т. Дуган                                       | «Возвращение в завтра»   | Номинация |